# Billy Wilder et moi
Mr Wilder & Me
Billy Wilder et moi (Mr Wilder and Me) est un roman de Jonathan Coe, publié au Royaume-Uni par Viking Press le 5 novembre 2020. Ce roman historique se déroule à la fin des années 1970 et raconte le combat du réalisateur hollywoodien Billy Wilder pour écrire, financer et tourner son avant-dernier film Fedora, vu à travers les yeux d'une jeune interprète grecque. Le roman contient un mélange de personnages réels et fictifs.

## Intrigue
Calista Frangopoulou, compositrice de musique de films de 57 ans établie à Londres, traverse une crise existentielle : ses contrats de travail se tarissent et sa fille Fran se débat avec une grossesse non désirée. Le départ de son autre fille Ariane pour l'Australie lui rappelle l'époque où elle avait elle-même, en 1976, quitté la maison familiale d'Athènes pour effectuer un voyage à travers les États-Unis.
Au cours de ce voyage, Calista se lie d'amitié avec une jeune Anglaise, Gill Foley. Invitée à un dîner à Los Angeles avec un vieil ami de son père, le réalisateur Billy Wilder, Gill propose à Calista de s'y joindre, mais disparaît à la moitié du repas, laissant Calista en compagnie de Wilder, d'I. A. L. Diamond et de leurs épouses. à la fin de la soirée trop ivre pour pouvoir rentrer, Calista doit passer la nuit dans l'appartement des Wilder. Le lendemain, elle leur laisse un biller de remerciement indiquant le nom et l'adresse de ses parents.
Un an plus tard, Calista reçoit un appel téléphonique chez ses parents : on lui propose de travailler deux semaines comme interprète sur le tournage du dernier film de Wilder, Fedora. Elle est emmenée par avion à Corfou, puis au village de Nydri sur l'île de Leucade. Là, alors que son travail touche à sa fin, elle dit à Diamond qu'elle ne veut pas encore retourner chez ses parents, et il la fait embaucher comme assistante à Munich où doivent être tournées les scènes d'intérieurs du film.
À Munich, lors d'un dîner donné en l'honneur du compositeur de la musique du film Miklós Rózsa, Calista surprend une conversation entre Wilder un jeune convive allemand aux idées négationnistes. Dans un flashback de cinquante pages présenté comme un scénario, Wilder raconte sa propre expérience de fuite de l'Allemagne nazie dans les années 1930, puis de son retour en Allemagne en 1945 pour réaliser Death Mills, un documentaire sur les atrocités nazies, et pour se lancer  en vain à la recherche des sa mère et d'autres membres de sa famille, qui, selon lui, sont probablement morts dans les camps de la mort.
La production de Fedora se déplace ensuite à Paris, où Calista a de longues conversations avec les épouses de Wilder et de Diamond et couche avec Matthew, un jeune homme dont la mère travaille sur le film. Une fois le tournage terminé, Wilder et Diamond, épuisés, portent un bref toast en se disant : « Nous avons réussi ».
Un bref épilogue raconte l'échec de Fedora lors de sa sortie et la résolution de la crise familiale vécue par Calista.

## Personnages réels
- Billy Wilder : réalisateur de cinéma chevronné, il vient d'avoir 70 ans au début du roman, co-scénariste et réalisateur de films tels que Assurance sur la mort, Boulevard du crépuscule, Certains l'aiment chaud et La Garçonnière.
- I. A. L. (Iz) Diamond : ami et co-scénariste de Wilder, avec qui il a écrit un total de douze films entre 1957 et 1981.
- William Holden : acteur américain, star de quatre films de Billy Wilder dont Fedora
- Marthe Keller : actrice suisse, star de Fedora
- Al Pacino : acteur américain, compagnon de Marthe Keller à l'époque de la réalisation de Fedora
- Audrey Wilder : la deuxième femme de Billy
- Barbara Diamond : épouse de IAL Diamond
- Miklós Rózsa : compositeur d'origine hongroise, célèbre pour de nombreuses musiques de films hollywoodiennes, notamment Quo Vadis et Ben-Hur, qui a écrit la musique de Fedora
- Emeric Pressburger : scénariste d'origine hongroise
- Peter Lorre : acteur hongro-américain
- Friedrich Hollaender : compositeur de musique de film allemand

## Personnages fictifs
- Calista Frangopoulou : une musicienne et compositrice grecque, âgée d'une vingtaine d'années lorsque se déroulent les principaux événements du roman, 57 ans lorsqu'elle regarde en arrière et les raconte
- Geoffrey : le mari de Calista
- Fran : la fille de Calista
- Ariane : la sœur jumelle de Fran
- Matthew : un jeune homme avec qui Calista a une aventure sur le tournage de Fedora, plus tard un réalisateur de cinéma à succès
- Gill Foley : une jeune Anglaise que Calista rencontre lors d'un voyage aux États-Unis en 1976, et qui lui présente Billy Wilder. Le personnage est déjà apparu dans les romans de Coe The Rain Before It Falls et Expo 58 (sous le nom de « Baby Gill »)
- Thomas Foley : le père de Gill. En 1945, alors jeune homme travaillant pour le ministère britannique de l'Information, il avait été l'assistant de Wilder pendant son travail à Londres. Le personnage avait déjà fait une brève apparition dans un précédent roman de Coe, The Rain Before It Falls, et était le personnage principal d'Expo 58.

## Réception
Le roman est dans l'ensemble bien accueilli. Alex Preston, écrivant pour The Observer, le décrit, avec Middle England, comme faisant partie de la « renaissance de Jonathan Coe » après quelques romans décevants, et conclut qu'il était « aussi bon que tout ce qu'il avait écrit ». Dans un article pour The Scotsman, Allan Massie le décrit comme « un délice doux-amer avec un arrière-plan sombre et horrible », tandis que Mark Lawson dans The Guardian écrit que « Wilder, charismatique et plein d'esprit mais hanté par l'histoire, et Diamond, tourmenté par la longue complexité de la transformation des mots en images, donnent au livre l'impression d'être un véritable mémoire cinématographique. » .

## Adaptation cinématographique
En 2022, une version cinématographique est en préparation, réalisée par Stephen Frears et adaptée du roman par Christopher Hampton. Le rôle de Wilder sera interprété par Christoph Waltz, lauréat d'un Oscar, qui, comme le réalisateur, est né en Autriche. En février 2024 on annonce que Maya Hawke, John Turturro et Jon Hamm rejoindront Waltz dans les rôles de Calista, I. A. L. Diamond et William Holden, respectivement.